# Tetraacetyletylendiamin
Tetraacetyletylendiamin (TAED) är en tertiär amid, använd som aktivator för peroxidbaserade blekmedel, även kallade syrebaserade blekmedel, för att få en god verkan av blekmedlen i lägre temperaturområden och på kortare tid.

## Blekningsaktivator
Ett vanligt blekmedel är väteperoxid, bland annat inom pappersmassaindustri och textilindustri. Flera andra blekmedel frisätter just väteperoxid, däribland natriumperkarbonat och natriumperborat, som är vanliga i tvättmedel. För en god effekt utan aktivator, bör temperaturen dock vara högre än 60˚C.
TAED tillsätts för att få en god verkan av dessa peroxidbaserade blekmedel i lägre temperaturområden och på kortare tid, vilket sparar energi och skonar fibrerna i materialet. TAED reagerar med väteperoxiden och bildar perättiksyra, vilken är ett effektivare blekmedel både vid lägre temperatur och mindre alkalisk miljö.